# Yuliya Yefimova
Yuliya Andreyevna Yefimova (tiếng Nga: Юлия Андреевна Ефимова), hay Efimova, (sinh 3 tháng 4 năm 1992) là một kình ngư người Nga đến từ Taganrog. Efimova đã tranh tài cho Nga tại Olympics Bắc Kinh 2008 và Olympics London 2012. Tại London cô đã giành huy chương đồng 200 m ếch.

## Sử dụng chất doping
Yefimova phá kỷ lục thế giới nội dung 50 m ếch tại Giải vô địch bơi lội thế giới năm 2013 diễn ra tại Barcelona, cũng như việc giành huy chương vàng ở nội dung 50 m và 200 m ếch tại cùng giải đấu. Cô hiện đang giữ kỷ lục thế giới nội dung 50 m và 200 m ếch nữ. Tuy nhiên những
kỷ lục này đã bị hủy bỏ khi cô sau đó vào tháng 10 năm 2013 bị khám phá là đã dùng chất doping Dehydroepiandrosteron (DHEA). Trong tháng 5 năm 2014, cô bị liên hội bơi thế giới (FINA) cấm bơi 16 tháng. Ngoài những kỷ lục nêu trên, Yefimova cũng không được công nhận những kết quả và 4 giải đạt được trong giải vô địch bơi lội Âu Châu hồ ngắn 2013.
Chỉ riêng năm 2013, 9 vận động viên bơi lội Nga đã bị cấm thi vì dùng chất doping.